# Remueru Tekiate
Remueru Tekiate (* 7. August 1990) ist ein fidschianischer Fußballspieler, welcher meistens in der Abwehr eingesetzt wird. Er spielt seit 2015 beim papua-neuguineischen Fußballverein Hekari United FC ung gehört seit 2012 unregelmäßig zum Kader der fidschianischen Fußballnationalmannschaft.

## Karriere
Zur Saison 2015/16 wechselte er vom fidschianischen Fußballverein Ba FC nach Papua-Neuguinea zu Hekari United FC.
Von Trainer Juan Carlos Buzzetti wurde er das erste Mal am 2. Juni 2016 beim WM-Qualifikationsspiel gegen Neuseeland berücksichtigt. Bei der 0:1-Niederlage im Lawson Tama Stadium auf den Salomonen debütierte er über die gesamten 90 Minuten.